# Psiha (psihologija)
Pod pojmom psiha analitička psihologija smatra cjelinu svjesno-nesvjesnih sadržaja. Psiha je ono živo nešto što buja u čovjeku, a za koje često upotrebljavamo izraze duh, duša ili um.
Psihički sadržaji vode porijeklo od iskona prasvjesti pa su stoga oni trajne konstelacije, koje individualno ja nasljeđuje i ostavlja u nasljedstvu. Carl Gustav Jung je te psihičke konstelacije nazvao arhetipovima, odnosno iskonskim slikama kolektivno nesvjesnog.